# فقر کودکان

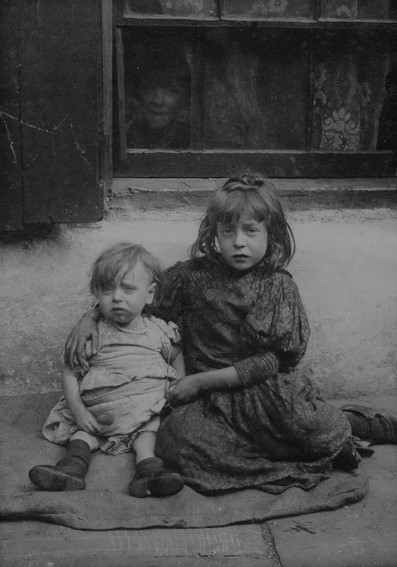
عکسی که هوراس وارنر از دو کودک زاغه در اسپیتالفیلدز لندن در حدود سال ۱۹۰۳ گرفته‌است.

فقر کودکان (انگلیسی: Child poverty) به وضعیت کودکانی که در فقر زندگی می‌کنند و در مورد کودکان خانواده‌های فقیر و یتیمهایی که با منابعهای محدود یا بدون امکانات بزرگ می‌شوند، صدق می‌کند. یونیسف تخمین می‌زند که ۳۵۶ میلیون کودک در فقر مطلق زندگی می‌کنند. تخمین زده می‌شود که ۱ میلیارد کودک (تقریبا نیمی از کودکان در سراسر جهان) حداقل یک نیاز ضروری مانند مسکن، غذای معمولی یا آب تمیز را ندارند. احتمال اینکه کودکان بیش از دو برابر بزرگسالان در فقر زندگی کنند و فقیرترین کودکان در مقایسه با همسالان ثروتمندتر خود دو برابر بیشتر در معرض خطر مرگ قبل از ۵ سالگی هستند.